# Steve Jennum
Steve Jennum (Omaha, Nebraska, 1961) es un artista marcial mixto y policía estadounidense. Jennum es conocido por ganar el torneo UFC 3 en 1994.

## Carrera en artes marciales mixtas
Jennum ingresó al torneo UFC 3 como luchador suplente. Ken Shamrock clasificó a la final de UFC 3 pero se retiró debido a las lesiones recibidas en la pelea anterior contra Felix Lee Mitchell. Jennum ingresó como reemplazo de Shamrock, y ganó su pelea y por lo tanto el torneo. En consecuencia, Jennum solo necesitó una pelea para ganar el torneo de UFC 3 (normalmente un peleador tenía que ganar al menos tres peleas para ganar el torneo). Esta anomalía llevó a UFC a cambiar sus reglas, requiriendo que los suplentes ganaran una pelea preliminar para equilibrar la ventaja.
Después de UFC 3, Steve Jennum ganaría solo una pelea más en su carrera, derrotando a Melton Bowen en UFC 4, quien tenía una marca de 31-6 como boxeador profesional antes de la pelea. Jennum realizó una proyección sobre Bowen, logrando una posición montada, y finalmente lo sometió con un candado al brazo cruzado. Jennum no pudo continuar luchando en el torneo debido a la hinchazón de sus manos después de golpear repetidamente a Bowen.
Antes de su debut en las AMM, Jennum era un instructor de cinturón negro de alto rango en Robert Bussey's Warrior International (RBWI). Jennum también comenzó su propia escuela de artes marciales en Omaha, Nebraska. El ex campeón de peso welter de UFC Georges St-Pierre mencionó que ver a Jennum ganar UFC 3 contribuyó a su decisión de competir en las artes marciales mixtas.

## Registro de artes marciales mixtas
| Resultado | Récord | Oponente           | Método                 | Evento                         | Fecha                   | Asalto | Tiempo | Localización                                  | Notas |
| --------- | ------ | ------------------ | ---------------------- | ------------------------------ | ----------------------- | ------ | ------ | --------------------------------------------- | ----- |
| Derrota   | 2-3    | Jason Godsey       | Rendición (choke)      | Extreme Challenge 4            | 22 de febrero de 1997   | 1      | 2:02   | Council Bluffs, Iowa, Estados Unidos          |       |
| Derrota   | 2-2    | Marco Ruas         | Rendición (golpes)     | World Vale Tudo Championship 1 | 14 de agosto de 1996    | 1      | 1:44   | Tokio, Japón                                  |       |
| Derrota   | 2-1    | Dave «Tank» Abbott | Rendición (neck crank) | UFC Ultimate Ultimate 1995     | 16 de diciembre de 1995 | 1      | 1:14   | Denver, Colorado, Estados Unidos              |       |
| Victoria  | 2-0    | Melton Bowen       | Rendición (armbar)     | UFC 4                          | 16 de diciembre de 1994 | 1      | 4:47   | Tulsa, Oklahoma, Estados Unidos               |       |
| Victoria  | 1-0    | Harold Howard      | Rendición (golpes)     | UFC 3                          | 9 de septiembre de 1994 | 1      | 1:27   | Charlotte, Carolina del Norte, Estados Unidos |       |